# Pandansari (Sukoharjo)
Pandansari is een bestuurslaag in het regentschap Pringsewu van de provincie Lampung, Indonesië. Pandansari telt 2778 inwoners (volkstelling 2010).